# چپر، دیر بالا
چپر (به انگلیسی: Chapar) یک منطقهٔ مسکونی در پاکستان است که در خیبر پختونخوا واقع شده‌است. چپر ۱٬۰۸۸ متر بالاتر از سطح دریا واقع شده‌است.